# ホレイス・レヴィット
ホレイス・ホール・レヴィット（Horace Hall Leavitt、1848年7月8日 - 1920年4月30日）は、アメリカン・ボードの宣教師である。Leaittはユダヤ系の姓で「レーヴィット」とも表記される。
1848年アメリカ合衆国のマサチューセッツ州ローウェルに生まれる。1869年ウィリアムズ大学を卒業、続いて1873年アンドーヴァー神学校を卒業した。1873年来日し、大阪で伝道を開始した。
1875年より1年間イリノイ州で留学していた沢山保羅に会い、日本伝道を勧めた。1876年に帰国した沢山を大阪に迎え、浪花教会、梅花女学校の設立を指導する。しかし、極端な日本教会自給論を展開して、ミッションと対立する。1883年に本国アメリカに召還される。沢山がたびたび再来日を求めたが、二度と日本へ派遣されなかった。
アメリカ合衆国では、アンドーヴァーで11年間、サマーヴィルでは13年牧会をした。また、沢山の後継者成瀬仁蔵の米国留学の世話をした。